# Кукельберг, Гийом
Гийом Кукельберг (нидерл. Guillaume Coeckelberg; 1885, Брюссель — 1953, Брюссель) — бельгийский велогонщик, выступавший на треке и шоссе. Участник летних Олимпийских игр 1908 года.

## Биография
Гийом Кукельберг родился в 1885 году в бельгийском городе Брюссель.
Успешно выступал в соревнованиях по велоспорту как на треке, так и на шоссе. Дважды становился чемпионом Бельгии в индивидуальном спринте (1907, 1910). В 1906 году занял 3-е место в шоссейной велогонке Париж — Брюссель. В 1908 году стал вторым на «Туре Бельгии» среди любителей.
В 1908 году вошёл в состав сборной Бельгии на летних Олимпийских играх в Лондоне. В трековой гонке на 5000 метров выбыл по итогам полуфинального заезда. В трековой гонке на 100 км не финишировал в полуфинальном заезде.
Умер в 1953 году.

## Семья
Старший брат — Леон Кукельберг (1882—1950), бельгийский велогонщик. Участник летних Олимпийских игр 1908 года.